# Manifesto de Porto Alegre
O Manifesto de Porto Alegre ou Carta de Porto Alegre ou ainda Consenso de Porto Alegre é uma proposta para uma mudança social e foi produzida durante o Fórum Social Mundial de 2005. 
A carta propõe doze mudanças no mundo para atingir um mundo mais igualitário, sob o slogan propagado durante o fórum de "um outro mundo é possível". Os autores argumentam que se as propostas fossem implementadas em nível global, elas possibilitariam aos cidadãos construir o próprio futuro. As doze propostas estão divididas em Econômicas, Paz e Justiça e Democracia.
Da mesma forma que o Fórum Social Mundial nasceu para fazer oposição ao Fórum Econômico Mundial de Davos, este manifesto é uma oposição ao Consenso de Washington.

## Sumário das doze propostas

### Medidas Econômicas
- 1. Cancelamento da dívida para os países do sul global (focando em América Latina e África).
- 2. Implementação de uma taxa internacional para grandes transações financeiras, visando evitar a especulação financeira internacional.
- 3. Fim dos paraísos fiscais.
- 4. Direito universal ao emprego, proteção social e aposentadoria.
- 5. Promover a economia solidária e rejeitar a economia livre, enfatizando a importância de educação pública, saúde, serviços sociais, direitos culturais acima dos direitos comerciais.
- 6. Garantir a soberania alimentar para todos países, promovendo uma agricultura do campesinato.
- 7. Abolir patentes sobre conhecimento e bens essenciais, como a água.

### Paz e Justiça
- 8. Utilizar-se de políticas públicas para lutar contra o racismo, a discriminação, o sexismo, a xenofobia, o antissemitismo, a intolerância religiosa e reconhecer plenamente os direitos políticos, culturais e econômicos dos indígenas.
- 9. Tomar fortes medidas para parar a destruição ambiental e o efeito estufa, utilizando modelos alternativos de desenvolvimento econômico.
- 10. Desmantelar todas as tropas estrangeiras de todos os países, exceto as que estão sob explícita ordem da ONU.

### Democracia
- 11. Garantir o direito à informação e de informar, desconcentrando o poder dos detentores da grande mídia. Garantir autonomia para os jornalistas e da mídia alternativa.
- 12. Reformar instituições internacionais baseadas na Declaração Universal dos Direitos Humanos, e incorporar o Banco Mundial, o Fondo Monetário Internacional e o Organização Mundial do Comércio à ONU.

## Assinantes
O Manifesto foi composto e assinado por:
Aminata Traoré, Adolfo Pérez Esquivel, Eduardo Galeano, José Saramago, François Houtart, Boaventura de Sousa Santos, Armand Mattelart, Roberto Savio, Riccardo Petrella, Ignacio Ramonet, Bernard Cassen, Samir Amin, Atilio Boron, Samuel Ruiz Garcia, Tariq Ali, Frei Betto, Emir Sader, Walden Bello, e Immanuel Wallerstein.